# Odvijač
Odvijač je vrsta ručnog alata koji služi za zavijanje i odvijanje vijaka. Sastoji se od metalnog dijela koji dolazi u dodir s vijcima i plastičnog dijela koji omogućava bolje držanje u ruci.
U kontinenalnim dijelovima Hrvatske se najčešće naziva šrafciger (od njemačkog Schraubenzieher) a u primorskoj Hrvatskoj se najčešće koristi izraz kacavida (od talijanskog cacciavite).
Odvijače razlikujemo na više načina:
- prema izgledu glave - s križnom ili ravnom glavom
- prema upotrebi - odvijači za odvijanje vijaka, električni odvijači i sl.

Rad s odvijačem treba prilagoditi tako da vrh glave odvijača odgovara profilu glave vijka jer jedino onda se kvalitetno koristi ova vrsta alata.